# Ichasagua
Ichasagua era um líder guanche da ilha de Tenerife, que foi proclamado rei ou depois que a conquista européia da ilha no século XV foi completada.
Era um membro da nobreza Guanche de Adeje. Ele morreu assassinado sendo o último mencey da ilha. Ele não aceitou a chamada "Paz de Los Realejos" que levou à conquista da ilha.
Em 1502, os guanches que não reconheceram a dominação castelhana escolheram Ichasagua como rei de toda a ilha, estabelecendo esta corte na fortaleza natural de Roque del Conde.
Ichasagua foi morto pelos aborígenes que apoiavam a dominação espanhola.